# Celestine Babayaro
Celestine Boyd Jonto Hycieth Babayaro, nigerijski nogometaš, * 29. avgust 1978, Kaduna, Nigerija.
Sodeloval je na nogometnemu delu poletnih olimpijskih iger leta 1996.